# Quyền tự do hiệp hội
Quyền tự do hiệp hội là quyền của các cá nhân được tự do liên kết, tập hợp lại với nhau thành nhóm để theo đuổi những hoạt dộng tập thể hướng đến những lợi ích, mục đích hay sự quan tâm chung. Đó là một trong những quyền tự do căn bản. Tự do hiệp hội cũng có nghĩa là được quyền không tham gia một nhóm, hay một hội cũng như quyền được ra khỏi nhóm hay hội đó.
Trong khi các nhóm, hội đoàn, tổ chức tự nguyện là các thành tố hạt nhân của xã hội dân sự, các chế độ độc đoán luôn tìm cách cản trở sự liên kết tự do của người dân, khống chế sự hoạt động của các hội tự nguyện.

## Hội
Các hội có hình thức đa dạng, đó có thể là các câu lạc bộ, hội nghề nghiệp, các tổ chức phi chính phủ, các quỹ, công đoàn, tổ chức tôn giáo, chính đảng và công ty. Do sự đa dạng của các nhóm, pháp luật các quốc gia thường có quy định điều chỉnh riêng một số nhóm, hội bằng các luật riêng như: luật về doanh nghiệp - công ty, luật về công đoàn - nghiệp đoàn, luật về các đảng phái chính trị, luật về các tổ chức tôn giáo.
Hội có thể có tư cách pháp nhân hoặc không có tư cách pháp nhân. Nếu không có tư cách pháp nhân, hội có thể bị giới hạn một số quyền nhất định (như quyền sở hữu tài sản...).

### Liên đoàn
Trong phong trào lao động quốc tế, tự do hiệp hội được xem là quyền của công nhân được tổ chức và thương lượng tập thể. Tự do hiệp hội trong nghĩa này được xem là một nhân quyền căn bản được công nhận và bảo vệ trong một số tuyên ngôn, công ước bao gồm Tuyên ngôn Quốc tế Nhân quyền,Tổ chức Lao động Quốc tế, Công ước 87 VỀ QUYỀN TỰ DO HIỆP HỘI VÀ VỀ VIỆC BẢO VỆ QUYỀN ĐƯỢC TỔ CHỨC, 1948 và Công ước C98, 1949 về quyền được tổ chức và thương lượng tập thể. (Việt Nam chưa ký 2 công ước này về các tiêu chuẩn lao động quốc tế) 
Công ước quốc tế về quyền tự do lập hội và bảo vệ quyền lập hội 1948 (Công ước 87 của ILO), tại Điều 2, xác định mọi người lao động và người sử dụng lao động đều có quyền thành lập và gia nhập các tổ chức mà họ tự lựa chọn mà không phải xin phép trước.,

## Quyền tự do hiệp hội ở Việt Nam
Quyền tự do lập hội và hiệp hội tại Việt Nam bị cho là hạn chế, bó hẹp trong một số lĩnh vực. Các hội, nhóm có khuynh hướng, quan điểm chính trị khác với đảng cộng sản sẽ bị trấn áp, buộc giải tán. Mặt khác, quyền lập hội của công dân bị gây khó dễ bởi nhiều thủ tục hành chính, phải nhận được sự đồng ý của chính quyền và chịu sự can thiệp sâu của các cơ quan quản lý..

### Nhận xét
- Về việc Việt Nam sẽ phải soạn thảo và ban hành Luật lập hội, chấp nhận công đoàn độc lập, để có thể theo đúng nguyên tắc của Tuyên bố ILO 1998, Doanh nghiệp phải ủng hộ việc tự do thành lập hiệp hội và thừa nhận quyền thương lượng tập thể, hầu đạt được tiêu chuẩn để vào TPP, chuyên gia kinh tế Phó Giáo sư Tiến sĩ Ngô Trí Long hiện sống và làm việc ở Hà Nội nhận định:

| “ | "Việt Nam hiện có nhiều quan điểm khác nhau về vấn đề này. Lập hội, nghiệp đoàn còn là vấn đề nan giải đối với Việt Nam bởi vì còn có những quan điểm và tư tưởng hoàn toàn khác nhau mà chưa tuân thủ một thể chế chính trị tự do thực sự." | ” |

## Quyền tự do hiệp hội ở Đức
Quyền tự do hiệp hội ở Đức được bảo đảm qua điều 9 trong luật cơ bản (hiến pháp). Tuy nhiên có sự khác biệt giữa chương 1 về Quyền tự do hiệp hội tổng quát chỉ có giá trị cho công dân Đức, trong khi chương 3 về quyền của nhân viên và chủ nhân bảo đảm cho mọi người không phân biệt quốc tịch.
Tự do lập hội,
nghiêm cấm các biện pháp chống lại việc đình công
(1) Mọi công dân Đức đều có quyền thành lập hội và các tổ chức xã hội khác.
(2) Những hiệp hội, mà mục đích hoặc hoạt động vi phạm luật hình sự hoặc trực tiếp trái với trật tự hợp hiến hoặc làm tổn hại đến sự đoàn kết dân tộc đều bị cấm.
(3) Quyền lập hội để bảo đảm và hỗ trợ các điều kiện làm việc và kinh tế được đảm bảo cho mọi cá nhân và mọi nghề nghiệp. Các thoả ước có hạn chế hoặc làm giảm đi hiệu lực của quyền này đều bị tuyên vô hiệu và các biện pháp áp dụng bị tuyên là trái luật. Các biện pháp được thực hiện theo điều 12a, các khoản 2 và 3 của điều 35, khoản 4 điều 87a, và điều 91 không được áp dụng nhằm chống lại các cuộc đình công để đảm bảo và cải thiện các điều kiện làm việc và kinh tế của các hiệp hội trong nội dung của Câu 1 khoản này.
Quyền tự do hiệp hội cho tôn giáo được xem là một phần của tự do tín ngưỡng.